# Domagoj Proleta
Domagoj Proleta (Dubrovnik, 20 maart 1998) is een Kroatisch basketballer.

## Carrière
Proleta speelde in de jeugd van KK Dubrovnik. Hij verliet deze club in 2013 voor Real Madrid Baloncesto, waar hij speelde tot in 2016. In dat jaar ging hij spelen voor de Spaanse derdeklasser Óbila CB.
Hij keerde in 2017 terug naar Kroatië en tekende bij KK Zagreb. Na een seizoen maakte hij de overstap naar KK Zabok. In 2019 tekende hij in de Tsjechische eerste klasse USK Praag, waar hij een seizoen speelde. Hij tekende voor het volgende seizoen bij Turi Svitavy, maar verliet deze club weer in december 2020. Hij keerde hierna terug naar USK Praag.
In augustus 2021 tekende hij bij de Spaanse club Real Betis Baloncesto, maar verliet ook deze club weer heel snel. Hij tekende in september 2021 bij de Spaanse tweedeklasser Gipuzkoa Basket waar hij een seizoen speelde. In het seizoen 2022/23 speelde hij bij de Belgische eersteklasser Brussels Basketball. In 2023 keerde hij terug naar de Kroatische competitie en tekende bij KK Cibona, waar hij een seizoen speelde. In de zomer van 2024 tekende hij bij reeksgenoot KK Zadar.